# Gendai budō
El término gendai budō (現代武道) significa «artes marciales modernas» en japonés en contraposición 
al concepto koryū budō (古流武道), que se puede traducir como «artes marciales antiguas o clásicas». 
Por lo general, las artes marciales clásicas antiguas o "koryū" se caracterizan por su aplicación militar o como métodos de defensa personal militar; mientras que las artes marciales tradicionales modernas o "gendai" se utilizan sobre todo como un camino de auto perfeccionamiento, y de búsqueda de bienestar personal, incluyendo la participación deportiva; aunque sigue existiendo su aplicación en la defensa personal pero orientada hacia la población civil, de ser necesario.
El concepto de gendai budō abarca varias artes marciales tradicionales y deportes de combate con y sin armas, como: el karate-dō, el Judo, iaidō, kendō, kyūdō, jōdō, jūkendō, Aikido, naginatajutsu, kobudō y otras surgidas después de la restauración Meiji (1868) en el Japón al final del siglo XIX y a principios del siglo XX. Estas artes marciales buscan trascender el liquidar al adversario al dar formación ética y una filosofía de vida a sus practicantes a su vez que cultivan el cuerpo; y que pueden ser usadas para la defensa personal civil.
En la actualidad las artes marciales japonesas se están especializando cada vez más debido a su enfoque deportivo o filosófico, convirtiéndose en disciplinas de precisión o exhibición, haciendo a un lado varias de las técnicas útiles y necesarias para la defensa personal, encontradas antes como partes integrales o complementarias de su contenido. Algunas de estas son: las técnicas de desarme, de golpeo, varios tipos de luxaciones e inmovilizaciones, golpeo a puntos vitales, manejo de armas tradicionales, primeros auxilios y técnicas de reanimación. Debido a esto se puede describir de manera general el énfasis de estas artes marciales tradicionales modernas como sigue:
- Judo: Énfasis en lanzamientos, derribos, estrangulaciones, sumisiones y luxaciones, se incluyen unos pocos golpes a puntos vulnerables y nerviosos; Asimismo hay competiciones deportivas.
- Karate-dō: Énfasis en bloqueos o chequeos defensivos, y en todo tipo de golpes con el puño o el pie, golpes a mano abierta, patadas, barridos, codazos, rodillazos, se incluyen unas pocas luxaciones, lanzamientos y estrangulaciones; Asimismo hay competiciones deportivas, de forma o kata, y de combate con semicontacto o al punto y de contacto.
- Aikidō: Énfasis en luxaciones (especialmente de muñeca, codo y hombro), y proyecciones, incluye varias inmovilizaciones, estrangulaciones, y el manejo de algunas armas tradicionales (bokken, jō, tantō, bō, Tanbō), así como el uso discreto de varios golpes a puntos vulnerables y nerviosos. No hay competiciones deportivas, más si intercambios de técnicas, por medio de seminarios y congresos nacionales e internacionales.
- Kūdō: Arte marcial mixto que pone énfasis en los golpes, proyecciones, estrangulamientos y luxaciones.
- Kendō: Énfasis en el manejo del sable de bambú o shinai en combate, y del sable de madera bokken, o el uso del sable real katana en sus formas o kata, se incluye el uso de la armadura de práctica o bogu, y se realiza combate deportivo.
- Kyudō: Énfasis en el tiro al blanco con arco y flecha.
- Jōdō: Énfasis en manejo del jo (bastón medio de aproximadamente entre 1,10m y 1,30;m de longitud), contra otras armas tradicionales como el sable de madera o bokken.
- Iaidō: Énfasis en el manejo y desenvaine del sable de práctica o Iai-To, desde la funda por medio de katas (o formas), que representan diversas situaciones de combate. Hay competiciones de forma y de corte contra blancos de bambú.
- Naginatajutsu: Énfasis en el manejo de la naginata o alabarda,  hay competiciones similares a las del Kendo.
- Kobudō: Énfasis en el manejo de las armas tradicionales del Japón, y de la isla Okinawa; como el rokushakubō (vara de unos 1.83m, conocida comúnmente como bastón largo o bō), el sai (daga corta sin filo), la tonfa (porra con mango), el kama (hoz japonesa), y el nunchaku (bastón de dos secciones de madera unidas por una cuerda o cadena), entre otras. Hay competiciones de forma o kata, y demostraciones de combate.
- Jūkendō: manejo de la bayoneta. Hay competiciones similares a las del Kendo.
- Tankendō: manejo de la espada corta.